# Brady Corbet
Brady James Monson Corbet (Scottsdale, Arizona; 17 de agosto de 1988) es un actor y director de cine estadounidense. Es conocido por haber interpretado a Mason Freeland en Thirteen, a Brian Lackey en Mysterious Skin y a Alan Tracy en Thunderbirds. También interpretó a Derek Huxley en la serie de TV 24.

## Carrera

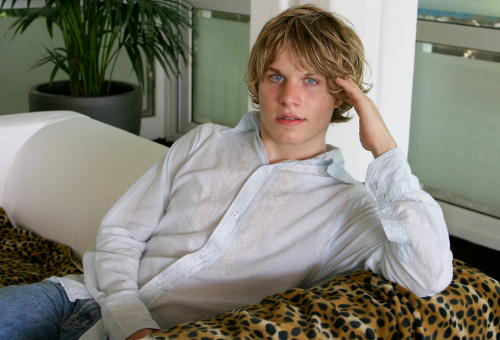
Corbet en 2004.

Corbet empezó su carrera a los 11 años, cuando apareció como actor invitado en un episodio de la serie The King of Queens. Posteriormente realizó trabajo de doblaje en la versión en inglés de la serie de anime NieA 7. Durante los años siguientes trabajó regularmente en otra serie de anime, I My Me! Strawberry Eggs, y fue actor invitado en un episodio del sitcom Greetings from Tucson. También apareció en un episodio de Oliver Beene en 2003.
En 2003, Corbet realizó su debut cinematográfico en la película de Catherine Hardwicke, Thirteen. Posteriormente, obtuvo el papel de Alan Tracy en la película de Jonathan Frakes Thunderbirds. En 2004, el director Gregg Araki lo eligió para que interpretara a Brian Lackey en el filme Oscura inocencia.
En 2006, Corbet interpretó a Derek Huxley, el hijo de la novia del personaje Jack Bauer, en la quinta temporada de la serie de Fox 24.
Corbet también ha aparecido en varios videos musicales. En 2005, participó en el video de "At The Bottom Of Everything" del grupo Bright Eyes y en octubre de 2006 participó en el video de "Lovers in Captivity" de Ima Robot.
En 2007, Corbet actuó en el filme de Matthew Buzzell Sunny & Share Love You. También participó en el remake del filme austriaco Funny Games.
Corbet hizo su debut como director con The Childhood of a Leader (2015). Luego dirigió el drama musical Vox Lux (2018) y The Brutalist (2024), por la cual ganó León de Plata a la mejor dirección en el Festival Internacional de Cine de Venecia de 2024 y Mejor director en los Globos de Oro de 2025.

## Filmografía

### Como actor
- The Childhood of a Leader (2015)
- Olive Kitteridge (2014, miniserie)
- While We're Young (2014)
- Escobar: Paradise Lost (2014)
- The Sleepwalker (2014)
- Force Majeure (2014)
- Edén (2014)
- Clouds of Sils Maria (2014)
- Saint Laurent (2014)
- Simon Killer (2012)
- Melancholia (2011)
- Martha Marcy May Marlene (2011)
- Law & Order: Special Victims Unit (2010, serie de TV, 1 episodio)
- Law & Order (2009, serie de TV, 1 episodio)
- Funny Games (2008)
- Sunny & Share Love You (2007)
- 24 (2006, serie de TV, 6 episodios)
- Thunderbirds (2004)
- Mysterious Skin (2004)
- Thirteen (2003)
- Oliver Beene (2003, serie de TV, un episodio)
- Greetings from Tucson (2002, serie de TV, un episodio)
- I My Me! Strawberry Eggs (2001, serie de TV, voz)
- NieA 7 (2000, serie de TV, voz)
- The King of Queens (2000, serie de TV, un episodio)

### Como director
- La infancia de un lider, 2015
- Vox Lux, 2018
- The Brutalist, 2024

## Premios y distinciones
Premios Óscar
| Año  | Categoría            | Película      | Resultado |
| ---- | -------------------- | ------------- | --------- |
| 2025 | Mejor película       | The Brutalist | Nominado  |
| 2025 | Mejor dirección      | The Brutalist | Nominado  |
| 2025 | Mejor guion original | The Brutalist | Nominado  |

Globos de Oro
| Año  | Categoría       | Película      | Resultado |
| ---- | --------------- | ------------- | --------- |
| 2025 | Mejor dirección | The Brutalist | Ganador   |
| 2025 | Mejor guion     | The Brutalist | Nominado  |

BAFTA
| Año  | Categoría            | Película      | Resultado |
| ---- | -------------------- | ------------- | --------- |
| 2025 | Mejor dirección      | The Brutalist | Ganador   |
| 2025 | Mejor guion original | The Brutalist | Nominado  |

Festival Internacional de Cine de Venecia
| Año  | Categoría                          | Trabajo nominado        | Resultado |
| ---- | ---------------------------------- | ----------------------- | --------- |
| 2015 | León del Futuro                    | La infancia de un líder | Ganador   |
| 2015 | Horizontes-Mejor director          | La infancia de un líder | Ganador   |
| 2015 | Premio FIPRESCI - Mención especial | La infancia de un líder | Ganador   |